# 謝抒芽
謝抒芽（Cheah Su Ya Sonia，1993年6月19日—），本名謝淑雅（2011年改名），馬來西亞女子羽毛球运动员。其胞姊謝沂逾同為馬來西亞國家羽毛球隊成員。

## 簡歷
2010年3月，謝抒芽代表马来西亚参加本国举办的亞洲青年羽毛球錦標賽，在率先进行团体中，助马来西亚队赢得混合團體亚军；此外，还与青年期翁丽莲赢得亚青赛女子双打季军。

### 世青赛混合團體冠軍
2011年7月，謝抒芽代表马来西亚参加印度勒克瑙举办的亞洲青年羽毛球錦標賽，赢得团体赛亚军。随后，她再次代表马来西亚参加臺灣桃園举办的世界青年羽毛球錦標賽，赢得团体赛冠军。同年11月，她出战馬來西亞羽毛球國際挑戰賽，在女单準决赛途中退赛比赛。
2012年4月，謝抒芽在荷蘭國際賽成功打進女單決賽，但最後以1比2（21-19、9-21、12-21）不敵首号种子、荷兰的姚洁，与冠军擦肩而过。同年11月，她出战馬來西亞羽毛球國際挑戰賽，在女单準决赛以0比2（16-21、15-21）不敌赛会7号种子、新加坡的梁晓宇。同年12月，她出战韓國羽毛球黃金大獎賽，在女单準决赛以1比2（13-21、21-15、14-21）不敌赛会2号种子、印尼的阿普里利娅·尤斯万达里。

### 脚踝受伤及復出
2013年7月16日，謝抒芽在备战世錦赛的训练期間，嚴重扭伤右脚脚踝。其後，她一直在养伤与进行復健，期间曾进行了四次手术。
2015年1月，在经歷19个月的休养期後，谢抒芽宣布將於2月中旬復出，参加伊朗国际挑战赛。
2016年7月，謝抒芽出战越南羽毛球大獎賽，在女单準决赛以0比2（17-21、12-21）不敌新加坡的杨佳敏。同年9月，她出战比利時羽毛球國際賽，在女单决赛以2比1（21-11、16-21、21-16）击败了赛会8号种子、丹麦的索菲·霍爾姆伯·達爾，夺得其首个国际赛冠军。同期9月，她出战波蘭羽毛球國際賽，在女单準决赛以0比2（17-21、26-28）不敌印度的拉西卡·拉吉。同年11月，她出战印尼羽毛球國際挑戰賽，在女单準决赛以1比2（21-17、19-21、11-21）不敌赛会3号种子、东道主的哈娜·拉曼迪尼。同年11月，她出战馬來西亞羽毛球國際挑戰賽，在女单準决赛以1比2（11-21、21-18、14-21）不敌赛会5号种子、队友的何艷美。同期11月，她出战印度羽毛球國際挑戰賽，在女单决赛以3比1（11-3、6-11、11-6、11-7）击败了东道主的Pardeshi Shreyanshi，赢得本赛季第二个國際挑戰賽女单冠军。

### 2017年 东运会女團及女单銀牌
2017年7月，謝抒芽出战俄羅斯羽毛球大獎賽，在女单决赛以2比3（9-11、11-5、5-11、11-5、4-11）不敌赛会2号种子、东道主的叶夫根尼娅·科泽茨卡亚，赢得亚军。同年8月，她代表马来西亚参加本国举办的東南亞運動會羽毛球比賽，在率先进行的团体中，助马来西亚女队赢得女子團體银牌；此外，她以赛会4号种子出战女子單打，在首圈以2比0（21-16、22-20）拿下新加坡新星的杨佳敏；在半準決賽激战三局以2比1（21-18、13-21、21-12）击败了越南名将的阮翠玲；在準決賽以2比0（22-20、21-13）击败了世青赛冠军的G·玛丽斯卡·东宗；与晚辈的吳堇溦实现了女单会师，最终以0比2（11-21、10-21）不敌队友，赢得东运会女子单打银牌。
2018年1月，謝抒芽出战泰國羽毛球大師賽，在女单準决赛以1比2（21-16、15-21、17-21）不敌赛会头号种子、东道主的妮查恩·金达蓬。同年4月，她代表马来西亚参加澳大利亚昆士蘭州黃金海岸举办的英聯邦運動會羽毛球比賽，助马来西亚队赢得混合團體银牌。同年10月，她出战中華台北羽毛球公開賽，在女单準决赛以0比2（16-21、19-21）不敌赛会头号种子、世界球后的戴資穎。
2021年2月，因在世界羽聯於泰國補辦的兩站世界巡迴賽賽事及總決賽表现不佳而不被馬來西亞羽毛球協會國家队续约。

## 主要比賽成績
只列出曾進入準決賽的國際賽事成績：
| 年份   | 賽事                     | 公開賽級別 | 項目     | 拍檔   | 成績   |
| ------ | ------------------------ | ---------- | -------- | ------ | ------ |
| 2010年 | 亞洲青年羽毛球錦標賽     | 其他       | 混合團體 | －     | 銀牌   |
| 2010年 | 亞洲青年羽毛球錦標賽     | 其他       | 女子雙打 | 翁丽莲 | 銅牌   |
| 2011年 | 亞洲青年羽毛球錦標賽     | 其他       | 混合團體 | －     | 銀牌   |
| 2011年 | 世界青年羽毛球錦標賽     | 其他       | 混合團體 | －     | 金牌   |
| 2011年 | 馬來西亞羽毛球國際挑戰賽 | 國際挑戰賽 | 女子單打 | －     | 準決賽 |
| 2012年 | 荷蘭羽毛球國際賽         | 國際挑戰賽 | 女子單打 | －     | 亞軍   |
| 2012年 | 馬來西亞羽毛球國際挑戰賽 | 國際挑戰賽 | 女子單打 | －     | 準決賽 |
| 2012年 | 韓國羽毛球黃金大獎賽     | 黃金大獎賽 | 女子單打 | －     | 準決賽 |
| 2016年 | 越南羽毛球大獎賽         | 大獎賽     | 女子單打 | －     | 準決賽 |
| 2016年 | 比利時羽毛球國際賽       | 國際挑戰賽 | 女子單打 | －     | 冠軍   |
| 2016年 | 波蘭羽毛球國際賽         | 國際系列賽 | 女子單打 | －     | 準決賽 |
| 2016年 | 印尼羽毛球國際挑戰賽     | 國際挑戰賽 | 女子單打 | －     | 準決賽 |
| 2016年 | 馬來西亞羽毛球國際挑戰賽 | 國際挑戰賽 | 女子單打 | －     | 準決賽 |
| 2016年 | 印度羽毛球國際挑戰賽     | 國際挑戰賽 | 女子單打 | －     | 冠軍   |
| 2017年 | 俄羅斯羽毛球大獎賽       | 大獎賽     | 女子單打 | －     | 亞軍   |
| 2017年 | 東南亞運動會羽毛球比賽   | 其他       | 女子團體 | －     | 銀牌   |
| 2017年 | 東南亞運動會羽毛球比賽   | 其他       | 女子單打 | －     | 銀牌   |
| 2018年 | 泰國羽毛球大師賽         | 超級300賽  | 女子單打 | －     | 準決賽 |
| 2018年 | 英聯邦運動會羽毛球比賽   | 其他       | 混合團體 | －     | 銀牌   |
| 2018年 | 中華台北羽毛球公開賽     | 超級300賽  | 女子單打 | －     | 準決賽 |
| 2019年 | 東南亞運動會羽毛球比賽   | 其他       | 女子團體 | －     | 銅牌   |
| 2020年 | 亞洲羽毛球團體錦標賽     | 其他       | 女子團體 | －     | 季軍   |

| 2007-2017年 | 首要超級賽 | 超級賽 | 黃金大獎賽 | 大獎賽 | 國際挑戰賽 | 國際系列賽 | 未來系列賽 | 其他 |

| 2018-2026年 | 總決賽 | 超級1000賽 | 超級750賽 | 超級500賽 | 超級300賽 | 超級100賽 | 國際挑戰賽 | 國際系列賽 | 未來系列賽 | 其他 |

### 奧運會和世錦賽參賽紀錄
|          | 2018 | 2019 | 2020       | 2022 |
| -------- | ---- | ---- | ---------- | ---- |
| 女子單打 | 32強 | 32強 | 小組第二名 | 32強 |